# No Sacrifice, No Victory
No Sacrifice, No Victory je sedmé studiové album heavy metalové skupiny Hammerfall. Bylo vydáno 20. února 2009. Skupina ho nahrávala ve dvou studiích PAMA Studios a Sonic Train Studios. Je to první album, na kterém se podílel kytarista Pontus Norgren. Skupina též změnila ladění svých kytar z původního podladění o půlton na podladění o celý tón.

## Seznam skladeb
1. " Any Means Necessary" (Joacim Cans / Oscar Dronjak) - 3:37
2. "Life Is Now" (Cans / Dronjak) - 4:45
3. "Punish and Enslave" (Cans / Dronjak) - 3:59
4. "Legion" (Cans / Dronjak) - 5:38
5. "Between Two Worlds" (Dronjak) - 5:30
6. "Hallowed Be My Name" (Cans / Dronjak) - 3:58
7. "Something for the Ages" (Pontus Norgren) - 5:06
8. "No Sacrifice, No Victory" (Cans / Dronjak) - 3:34
9. "Bring the Hammer Down" (Cans / Stefan Elmgren) - 3:43
10. "One of a Kind" (Cans / Dronjak / Jesper Strömblad) - 6:16
11. "My Sharona (The Knack cover)" Doug Fieger / Berton Averre) - 3:57

## Sestava
- Joacim Cans – zpěv
- Oscar Dronjak – kytara
- Pontus Norgren – kytara
- Fredrik Larsson – baskytara
- Anders Johansson – bicí